# Xã West Rondell, Quận Brown, Nam Dakota
Xã West Rondell (tiếng Anh: West Rondell Township) là một xã thuộc quận Brown, tiểu bang Nam Dakota, Hoa Kỳ. Năm 2010, dân số của xã này là 81 người.